# خوان كارلوس I (حاملة طائرات)
خوان كارلوس I هي، سفينة هجومية برمائية البحرية الاسبانية (أرمادا الإسبانية). تشبه في دورها العديد من حاملات الطائرات والسفن، ومجهزة مع طائرات الهجوم هارير الثانية . سميت السفينة على شرف خوان كارلوس الأول، ملك إسبانيا السابق.
السفينة الجديدة تلعب دورا هاما في الأسطول، كمنبر لدعم تنقل مشاة البحرية والنقل الاستراتيجي للقوات البرية، ولكن أيضا تعمل كمنصة طيران مع توأمتها حاملة طائرات امارة استورياس.